# 2737 Kotka
2737 Kotka (1938 DU) là một tiểu hành tinh vành đai chính được phát hiện ngày 22 tháng 2 năm 1938 bởi Y. Vaisala ở Turku.